# 早島正雄
早島 正雄（はやしま まさお、1911年〈明治44年〉3月3日 - 1999年〈平成11年〉6月）は日本の整体術師、武道家、タオイスト。日本道観初代道長。本名は早島正男。号は天來（てんらい）。

## 経歴
幼少時から早島家、および村上源氏系の大高坂家に伝わった導引、鍼灸、合気の術、柔術を学ぶ。また、青年時に、広く剣術、棒術、柔術、合気柔術などさまざまな武術を総合的に学ぶ。大東流合気柔術は武田惣角、および高弟の松田敏美から学び、1960年（昭和35年）、神奈川県鎌倉市材木座に「大東流合気術整体術」の道場「松武館」を開く。指導を続けながら、老荘思想、導引の研究を続け、やがて大高坂家に伝わった導引、合気の術を盛り込んだ「道家合気術」（後の「道家動功術」）および「導引術」として、体系化する。

## 略歴
- 1911年（明治44年）3月3日 - 高知城造営の祖、大高坂家の嫡流として生まれ、生後間もなく早島家の養子となり早島姓となる。
- 1960年（昭和35年） - 神奈川県鎌倉市に「大東流合気術」の道場、「(鎌倉)松武館」を開設。
- 1969年（昭和44年） - 台湾で導引術を受け継ぐ道家龍門派伝的第十三代を允可され、道教の最高機関・嗣漢張天府顧問に就任。
- 1979年（昭和54年） - 福島県いわき市に「日本道観」を設立。
- 1992年（平成4年） - 道家＜道＞学院を設立、タオイズムの啓蒙・普及に努める。

## 著作

### 単著
- 『人間は病気では死なない　導引術入門』東京スポーツ新聞社〈ライフ・ブックス〉、1973年。
- 『容姿端麗入門　簡単な導引術による』アロー出版社、1973年。
- 『導引術　病気を追い出すツボ健康法』徳間書店〈Tokuma books〉、1974年。
- 『人間は病気では死なない　導引術入門』 続、東京スポーツ新聞社〈トウスポ・ブックス〉、1974年。
- 『よみがえる気の健康法』潮文社〈Chobunsha live〉、1975年。ISBN 978-4-8063-0150-9。
- 『ドッキリ美人になる仙術』鳩の森書房、1976年。
- 『ドッキリ若返る仙術』鳩の森書房、1976年。
- 『道家への招待　この世は楽しいことだらけ』たいまつ社、1978年10月。
- 『死ぬことからも逃げない　洗心術入門』泰流社、1979年1月。ISBN 978-4-88470-270-0。
- 『導引術入門　中国健康法の秘密 写真版』サンケイ新聞社、1980年10月。
- 『慢性病が治る導引術入門』ごま書房〈ゴマブックス〉、1981年11月。ISBN 978-4-341-01271-7。
  - 『気の導引術入門』 1巻、大陸書房〈大陸文庫〉、1991年2月。ISBN 4-8033-3185-5。 - 早島 (1981)の改題改訂。
- 『若さがよみがえる導引術入門』ごま書房〈ゴマブックス〉、1982年3月。ISBN 978-4-341-01279-3。
  - 『気の導引術入門』 2巻、大陸書房〈大陸文庫〉、1991年2月。ISBN 4-8033-3186-3。 - 早島 (1982a)の改題改訂。
- 『心の悩みを解消する導引術入門』ごま書房〈ゴマブックス〉、1982年7月。ISBN 978-4-341-01288-5。
  - 『気の導引術入門』 3巻、大陸書房〈大陸文庫〉、1991年2月。ISBN 4-8033-3187-1。 - 早島 (1982b)の改題改訂。
- 『講話洗心術　老子は現代に生きている』ABC出版、1983年6月。ISBN 4-900387-06-1。 - 発売：文園社。
- 『導引術秘伝サケ風呂建康法　肌を美しく慢性病が治る決定版』ABC出版〈ABC books〉、1984年9月。ISBN 4-900387-11-8。
- 『導引術秘伝驚異の不老回春法　毎日が楽しくなる健康増進の決め手』ABC出版〈ABC books〉、1984年12月。ISBN 4-900387-13-4。
- 『洗心術入門　悩み、苦しみが消える中国の秘法』光文社〈カッパ・ブックス〉、1985年11月。ISBN 4-334-00438-5。
- 『強運をひらく「気」の大波動　これに乗れば人生の勝者!』二見書房〈サラ・ブックス〉、1986年7月。ISBN 4-576-86091-7。
- 『導引術　病気を追い出す健康法』光文社〈光文社文庫〉、1986年10月。ISBN 4-334-70442-5。
- 『観相導引術　慢性病が治り、顔つきや性格がよくなる』学習研究社、1987年4月。ISBN 4-05-102493-8。
  - 『気の人相導引術　顔を見れば運勢がわかる!』大陸書房〈大陸文庫〉、1991年8月。ISBN 4-8033-3425-0。 - 『観相導引術』（学習研究社昭和62年刊）の増訂。
- 『強運長生秘術「気」の大活力　人生の運気をパワーアップ』二見書房〈サラ・ブックス〉、1987年6月。ISBN 4-576-87076-9。
- 『酒まさつスキンケア　アミノ酸エキス効果シミ・シワ・肌荒れ手入れ法』青春出版社〈プレイブックス〉、1988年7月。ISBN 4-413-01470-7。
- 『「気」の導引術　運のしこりを解き、体のスタミナをつける本!』徳間書店〈Tokuma books〉、1988年11月。ISBN 4-19-503805-7。
- 『自分で治す気の健康術　慢性病から心の悩みまでを解消するー導引術の効果』ロングセラーズ〈ムックの本〉、1989年3月。ISBN 4-8454-0279-3。
- 『「気」の蓄財術　お金を呼ぶひと呼ばぬひと!』徳間書店〈Tokuma books〉、1989年8月。ISBN 4-19-504022-1。
- 『「老子道徳経」の読み方　人生を最高に生きる81章』経済界〈Ryu selection〉、1989年12月。ISBN 4-7667-8066-3。
  - 早島天來『定本「老子道徳経」の読み方　人生を最高に生きる81章』早島妙瑞、日本道観出版局、2011年。ISBN 978-4990644758。
- 『若返り健康法・導引術　気の流れをよくして生命力を高める』日東書院、1990年11月。ISBN 4-528-00599-9。
- 『あきらめるな!腰痛からの脱出　「気」の行法で完全治癒』角川書店〈Kadokawa books〉、1990年2月。ISBN 4-04-706067-4。
- 『「気」が出るひば・さけ風呂健康法　家庭でカンタンにできる導引術入浴法』リヨン社、1990年10月。ISBN 4-576-90108-7。 - 発売：二見書房。
- 『「気」の房中術　若さが甦る驚異の健康法』大陸書房、1991年9月。ISBN 4-8033-3690-3。
- 『道家の気功術　中国五千年の歴史をもつ自力健康法』日東書院、1992年1月。ISBN 4-528-00214-0。
- 『「気」ですきなだけやせられる!!』大陸書房〈Tairiku books〉、1992年3月。ISBN 4-8033-4006-4。
- 『心と体を強くする気の瞑想術』ロングセラーズ〈ムックの本〉、1992年6月。ISBN 4-8454-0366-8。
- 『強運をつかむ「気」の導引術　身心の「元気」がすべてを幸運に変える!』日東書院、1992年9月。ISBN 4-528-00215-9。 - 書名は奥付等による標題紙の書名：「気」の導引術。
- 『気でボケない導引術　元気に老いる超秘訣!!』銀河出版〈Ginga books〉、1993年3月。ISBN 4-906436-09-9。
- 『驚異の導引術入門　慢性病・不快症状に効果抜群!! ひとりで無理なくできる健康法』日本文芸社、1993年5月。ISBN 4-537-01622-1。
- 『「気」の大波動　強運をひらく』二見書房〈二見wai wai文庫〉、1993年10月。ISBN 4-576-93129-6。
- 『運を呼びこむ「気」のパワー　人生を変える驚異の超能力』日本文芸社〈にちぶん文庫〉、1996年2月。ISBN 4-537-06328-9。
- 『「気」の健康法　驚異の導引術秘伝』広済堂出版〈Kosaido books〉、1996年3月。ISBN 4-331-00708-1。
- 『人生が好転する「気」の超活用術　「導引術」とは何か「洗心術」とは何か コミック版』五月書房、1996年10月。ISBN 4-7727-0261-X。
- 『気の生命活性術　自己治癒力を高める　心と体の病を治す「導引術」の極意』ロングセラーズ〈<ムック>の本〉、1997年6月。ISBN 4-8454-0539-3。
- 『運をつかむ人、ツキを逃す人　人生を豊かにする「気」の心理術』日本文芸社〈にちぶん文庫〉、1998年7月。ISBN 4-537-06340-8。
- 『超自然ダイエット』五月書房、1998年7月。ISBN 4-7727-0284-9。
- 『ストレスに弱い人・強い人　あなたはどちら?』本の森出版センター (東京) コアラブックス (発売)〈C・books〉、1998年10月。ISBN 4-87693-450-9。
- 『サケ風呂驚異の健康法　慢性病を治し美肌をつくる』本の森出版センター (東京) コアラブックス (発売)〈C・books〉、1998年12月。ISBN 4-87693-452-5。
- 『読むだけで元気になる本　「洗心術」で人生が明るく変わる』五月書房、1999年4月。ISBN 4-7727-0297-0。
- 『強運を呼ぶ「気」の洗心革命　人生を変える驚異の秘術』日本文芸社、1999年5月。ISBN 4-537-01970-0。
- 『心と体を強くする気の瞑想術』ロングセラーズ、1999年5月。ISBN 4-8454-1167-9。
- 『自分で治す気の健康術』ロングセラーズ、1999年5月。ISBN 4-8454-1166-0。
- 『自己治癒力を高める気の生命活性術』ロングセラーズ、1999年6月。ISBN 4-8454-1172-5。
- 『人生をつかめる人つかめない人　悩み、迷いでくよくよするな!』アートブック本の森 (東京) コアラブックス (発売)、1999年10月。ISBN 4-87693-488-6。
- 『気でスッキリやせる本　バランスダイエット』アートブック本の森 (東京) コアラブックス (発売)、2000年10月。ISBN 4-87693-580-7。
- 『クセとしぐさで相手を見抜く術　人生を好転させる「気」の人間判断』日本文芸社〈にちぶん文庫〉、2000年10月。ISBN 4-537-06343-2。
- 『ツキをつかむ70の法則　競争に勝つ「気」の応用術』日本文芸社〈にちぶん文庫〉、2001年3月。ISBN 4-537-06344-0。
- 『心をいやす41の秘訣　もっと早く知りたかった!』アートブック本の森 (東京) コアラブックス (発売)〈C・books〉、2001年7月。ISBN 4-87693-756-7。
- 『体を整える「気」のすべて　心身の不調を解消する驚異の「導引術」』日本文芸社〈にちぶん文庫〉、2003年4月。ISBN 4-537-06345-9。
- 『早島式即効ダイエット　体のバランスを整える「導引術」のすべて』日本文芸社〈にちぶん文庫〉、2003年6月。ISBN 4-537-06346-7。
- 『「気」の最強パワー　ツキを呼び込み金運をつかむ』日本文芸社〈にちぶん文庫〉、2004年6月。ISBN 4-537-06347-5。
- 『"体の冷え"を、まず取りなさい　気の超健康術』早島妙瑞 監修、ぶんか社、2004年7月。ISBN 4-8211-0872-0。
- 早島天來『早島天來（正雄）遺稿集　心と体が甦るタオイズム　無為自然の実践哲学』日本道観出版局、2010年。ISBN 978-4990644734。
- 早島天來『幸せになる100の言葉　タオの名言集』早島妙聴 解説、学研パブリッシング、2014年3月。ISBN 978-4-05-405978-8。

### 編著
- 『道家合気術』 内功の巻、自然社 (東京) 緑書房 (発売)、1975年。
- 石原保秀『東洋医学通史　漢方・針灸・導引医学の史的考察』自然社、1979年12月。 - 参考書目：pp.292-333。
  - 石原保秀 著、早島天來 編『定本・東洋医学通史　漢方・針灸・導引医学の史的考察』日本道観出版局、2010年。ISBN 978-4990644741。

### 翻訳
- Masao Hayashima (1997), The Taoist road to health: the doin method, translated by Harry O'North, Kodansha International, ISBN 4-7700-2133-X - Include sports.